# Мечеть Хадима Ибрагим-паши
Мечеть Хадима Ибрагим-паши (тур. Hadım İbrahim Paşa Camii) — османская мечеть XVI века, расположенная в районе Силиврикапы в Стамбуле (Турция).

## История
Мечеть Хадима Ибрагим-паши была построена по проекту главного османского архитектора Мимара Синана для визиря Хадима (евнуха) Ибрагим-паши. Строительство было завершено в 1551 году.

## Архитектура
Мечеть Хадима Ибрагим-паши имеет форму куполообразного куба с пристроенным к нему портиком. Главный купол имеет диаметр 12 метров и покоится на восьми внутренних контрфорсах. Окна мечети расположены в три яруса. Пять небольших куполов портика поддерживаются арками с мраморными колоннами. Каменный минарет на юго-западном конце портика был перестроен в 1763—1764 годах. Мечеть по своему облику схожа с более ранней мечетью Бали-паши, находящейся в стамбульском районе Енибахче, строительство которой было завершено в 1504—1505 годах.
Мечеть украшена некоторым количеством панелей из цветной изникской плитки. Под портиком на северном фасаде располагаются три люнета и два медальона. На плиточных панелях с подглазурной росписью нанесены белые буквы почерком сулюс на тёмно-синем кобальтовом фоне. Между буквами изображены цветы фиолетового и бирюзового цветов. Над михрабом находится большой люнет, окрашенный в кобальтово-синий, бирюзовый и тёмно-оливковый цвета. Пурпурная окраска характерна для дамасского типа изникской керамики, но необычна для плитки. Декор мечети Хадима Ибрагим-паши воспроизводит хронологию различных стилей, принятых изникскими гончарами.

## Галерея

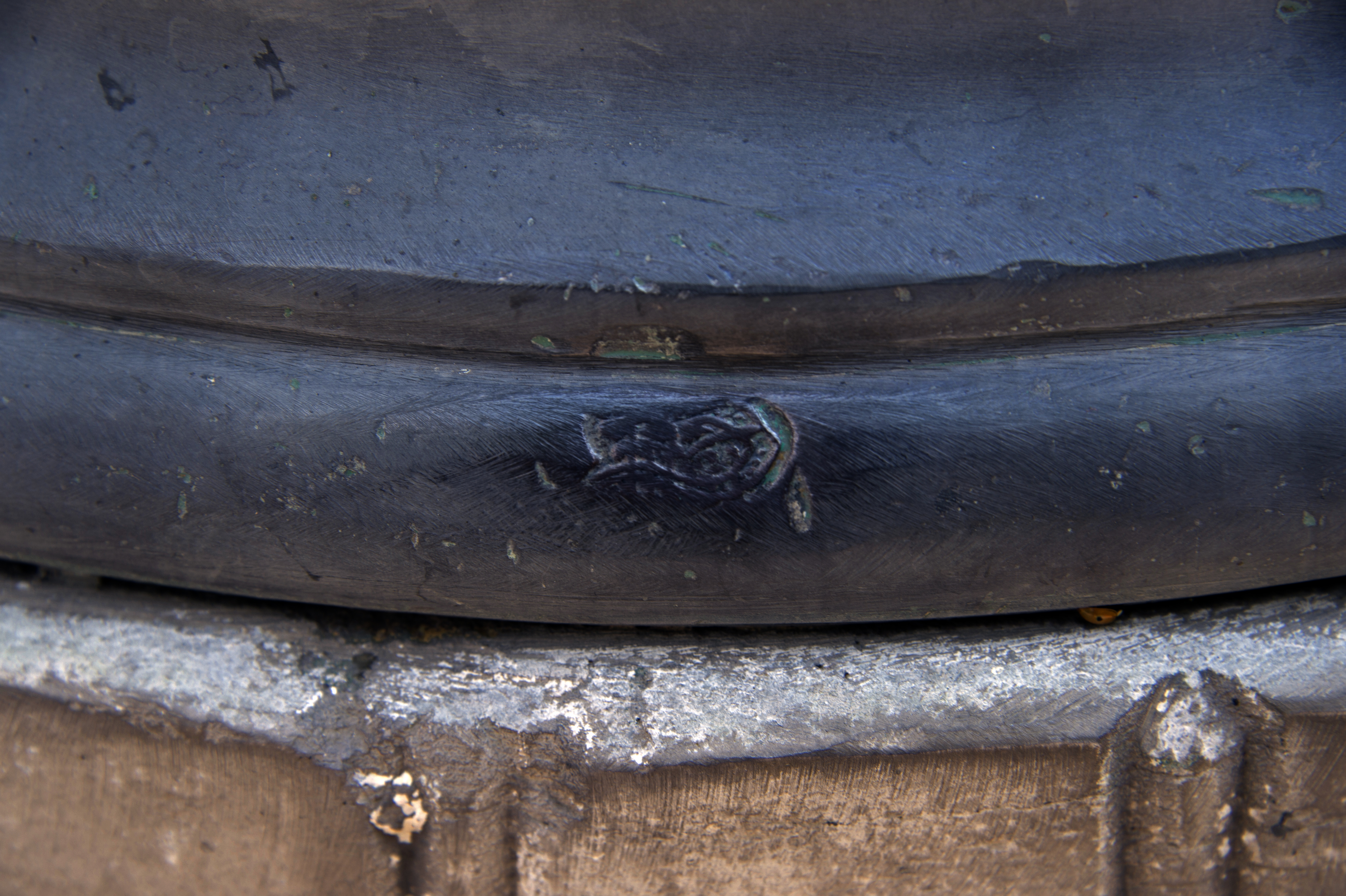
Подпись Синана
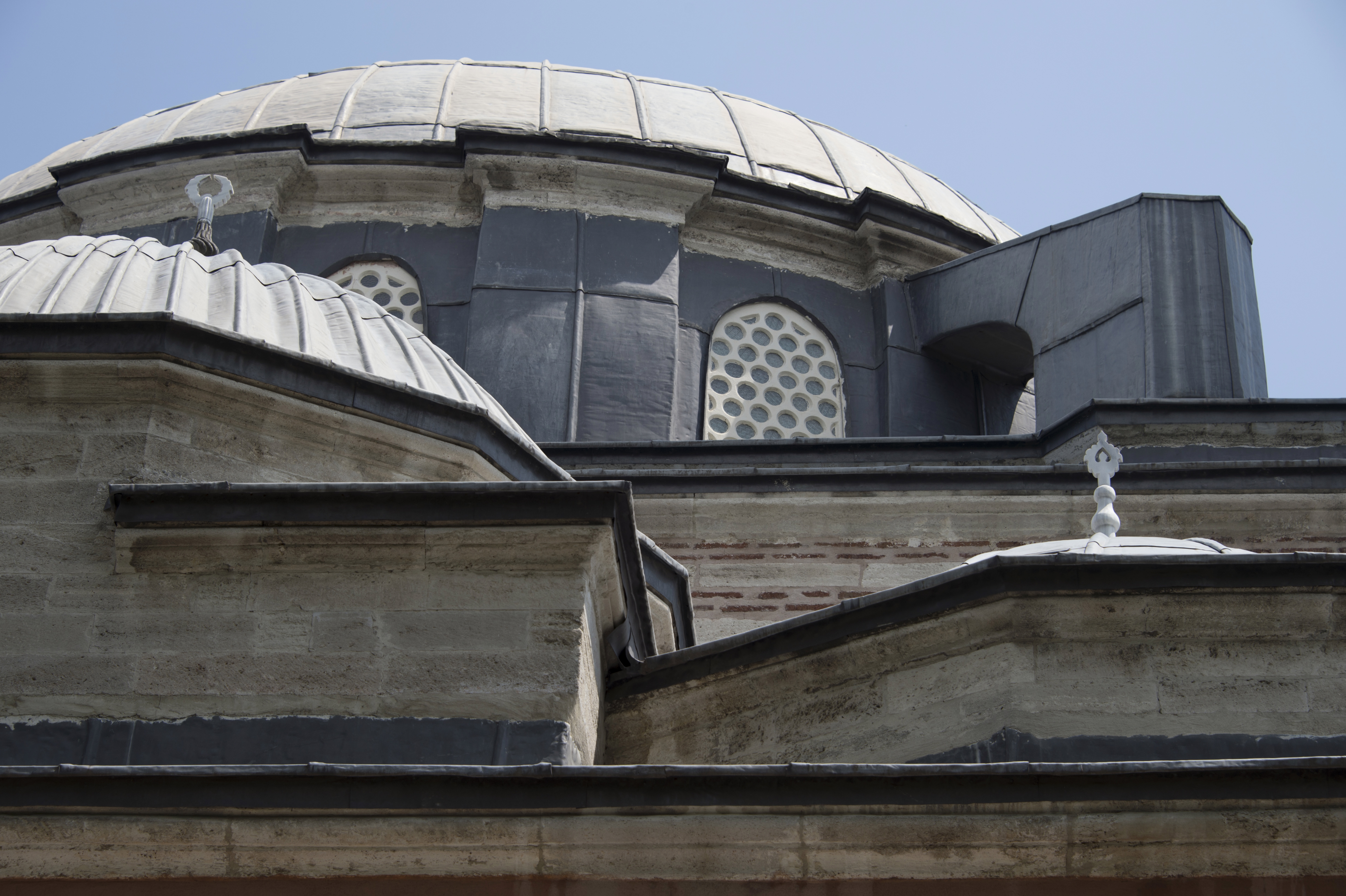
Внешний купол
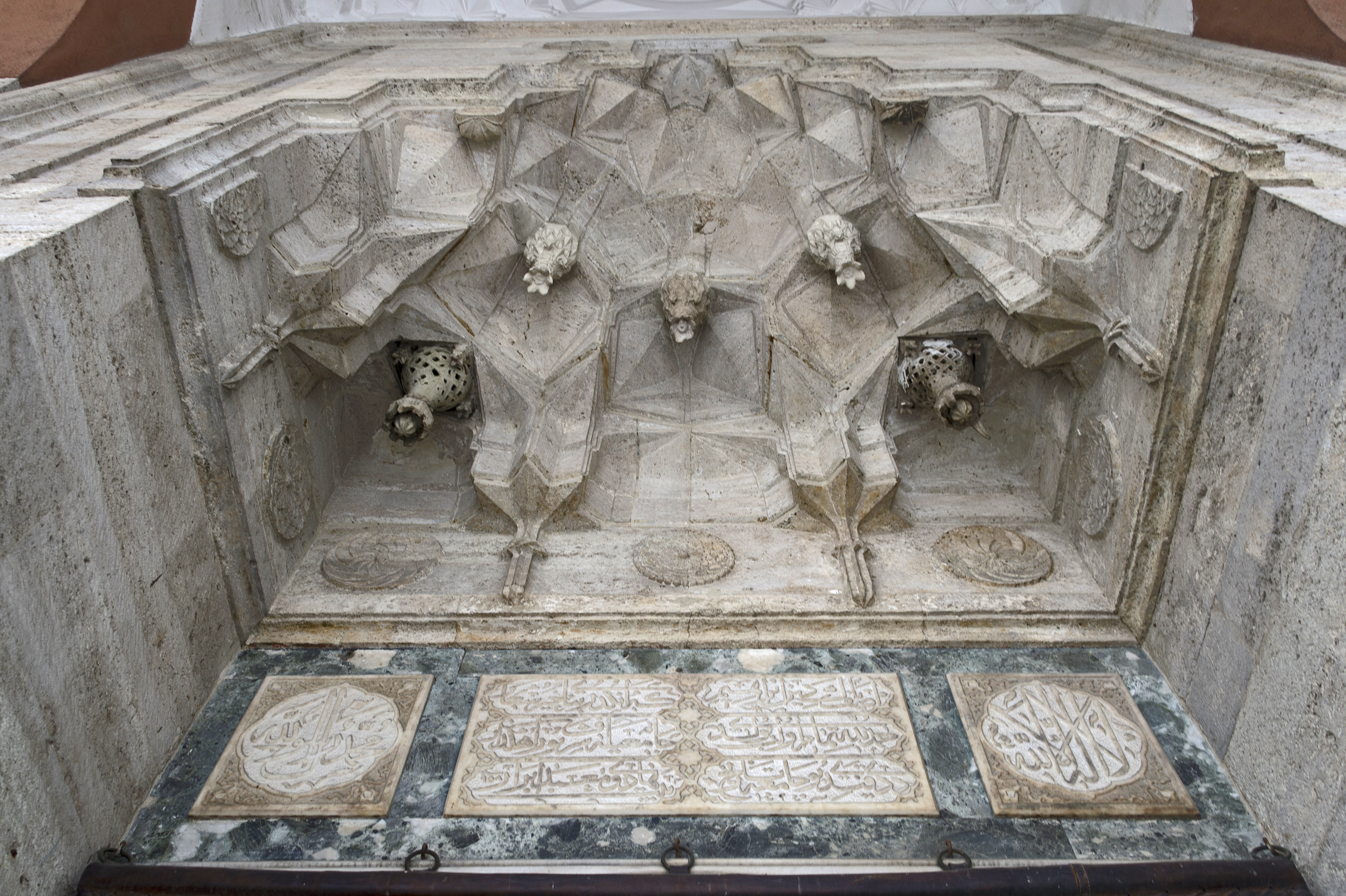
Мукарны над входом в мечеть
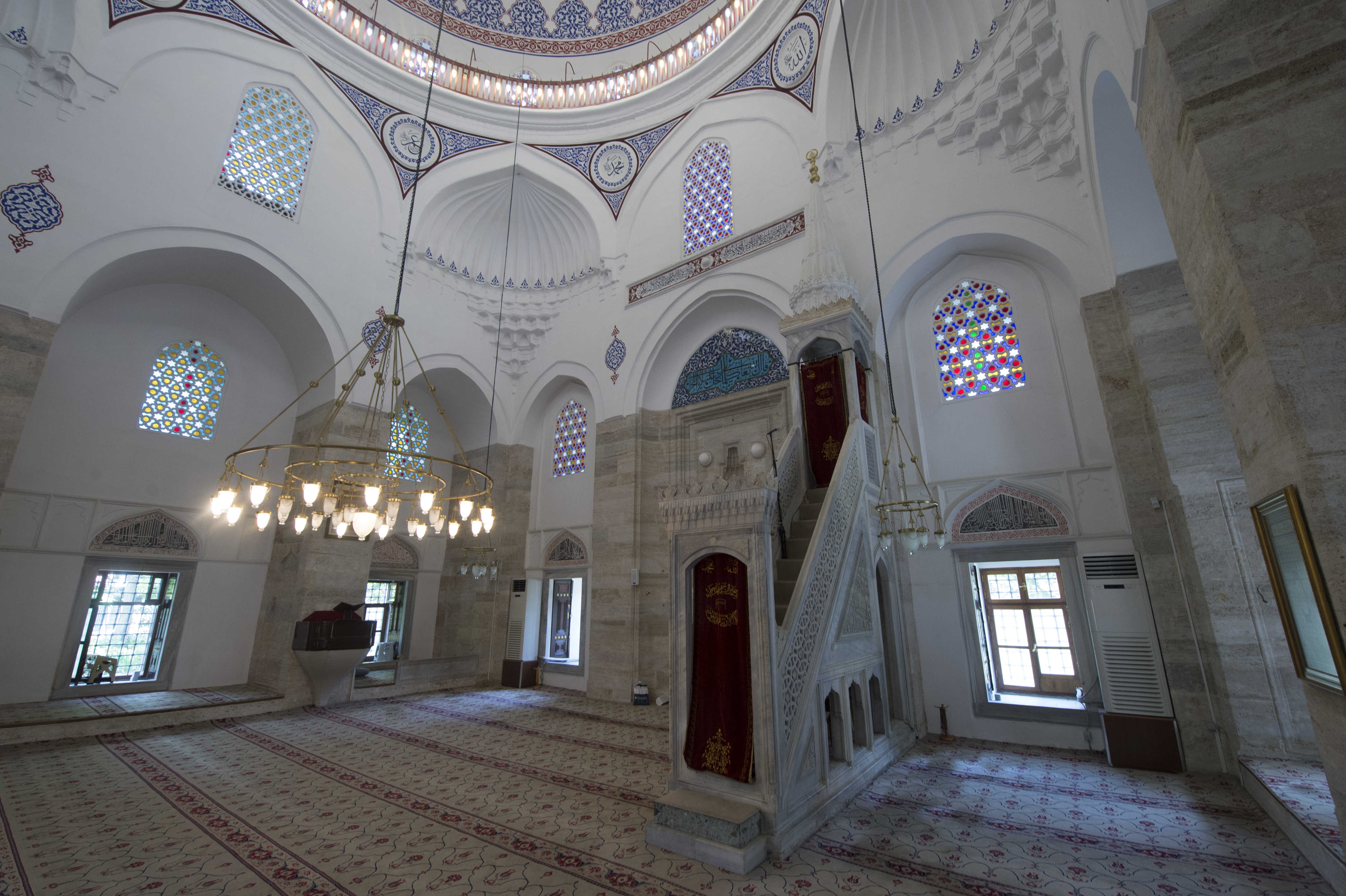
Вид мечети в сторону минбара
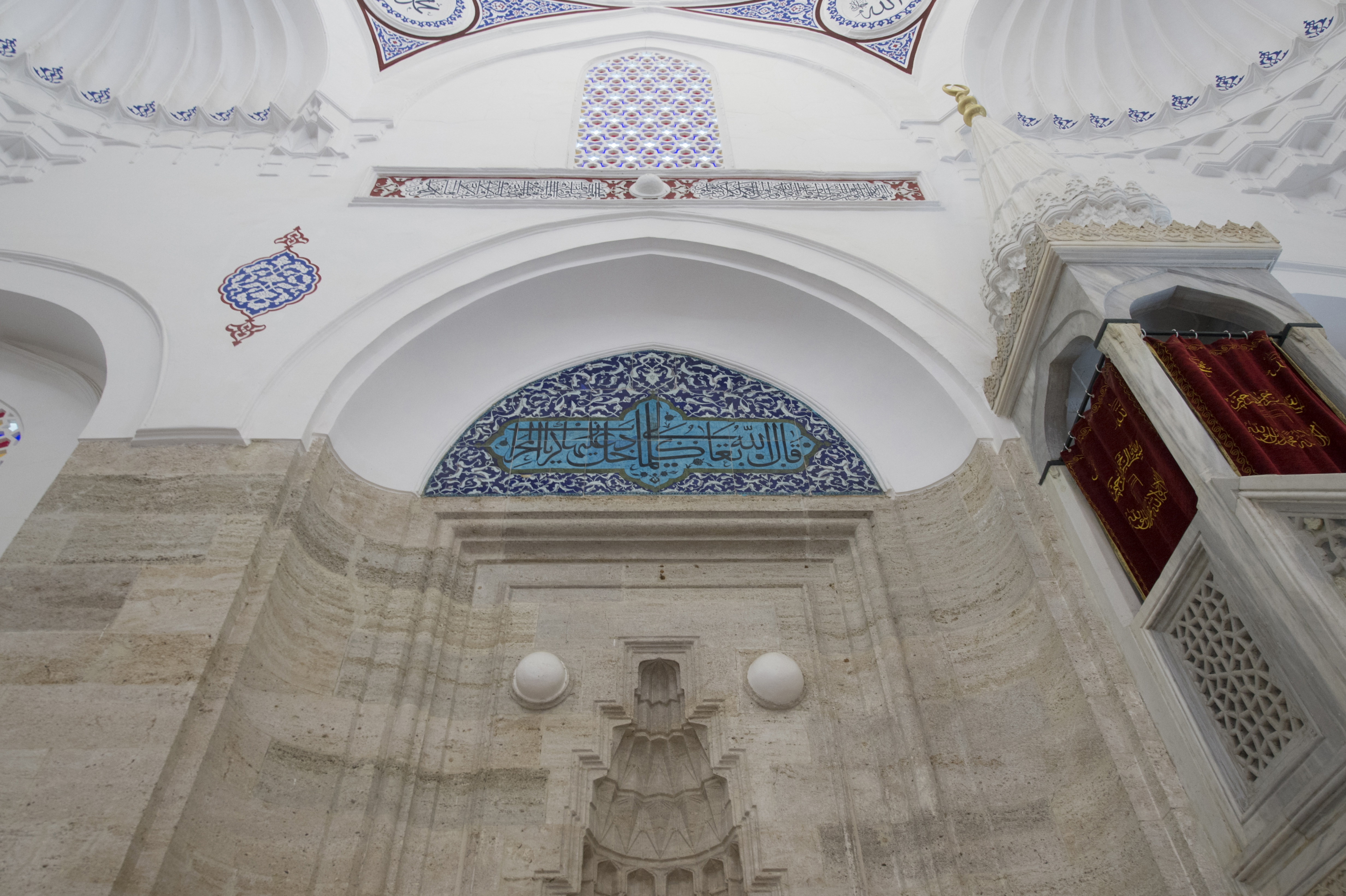
Верхняя часть михраба
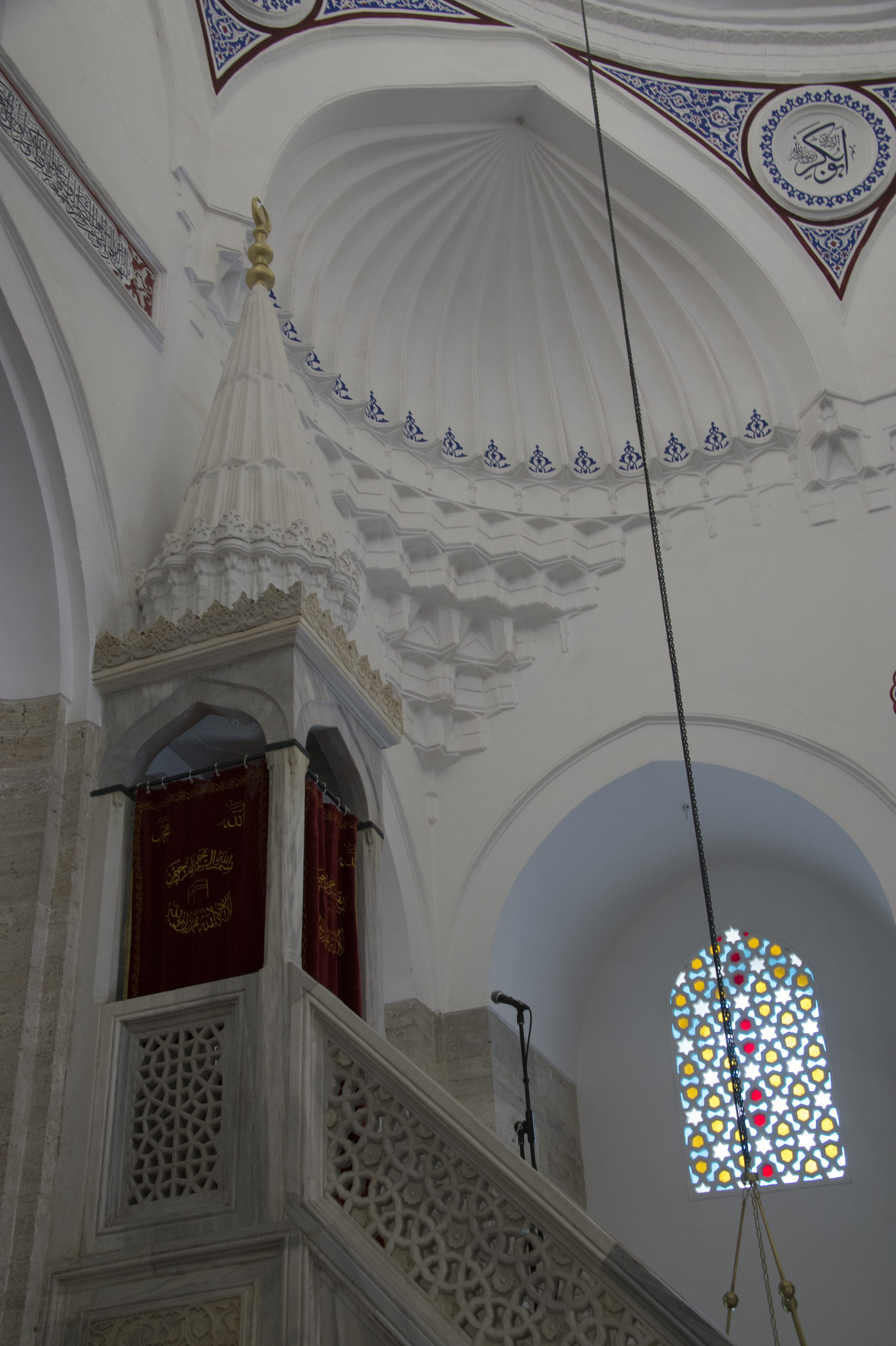
Верхняя часть минбара и конха
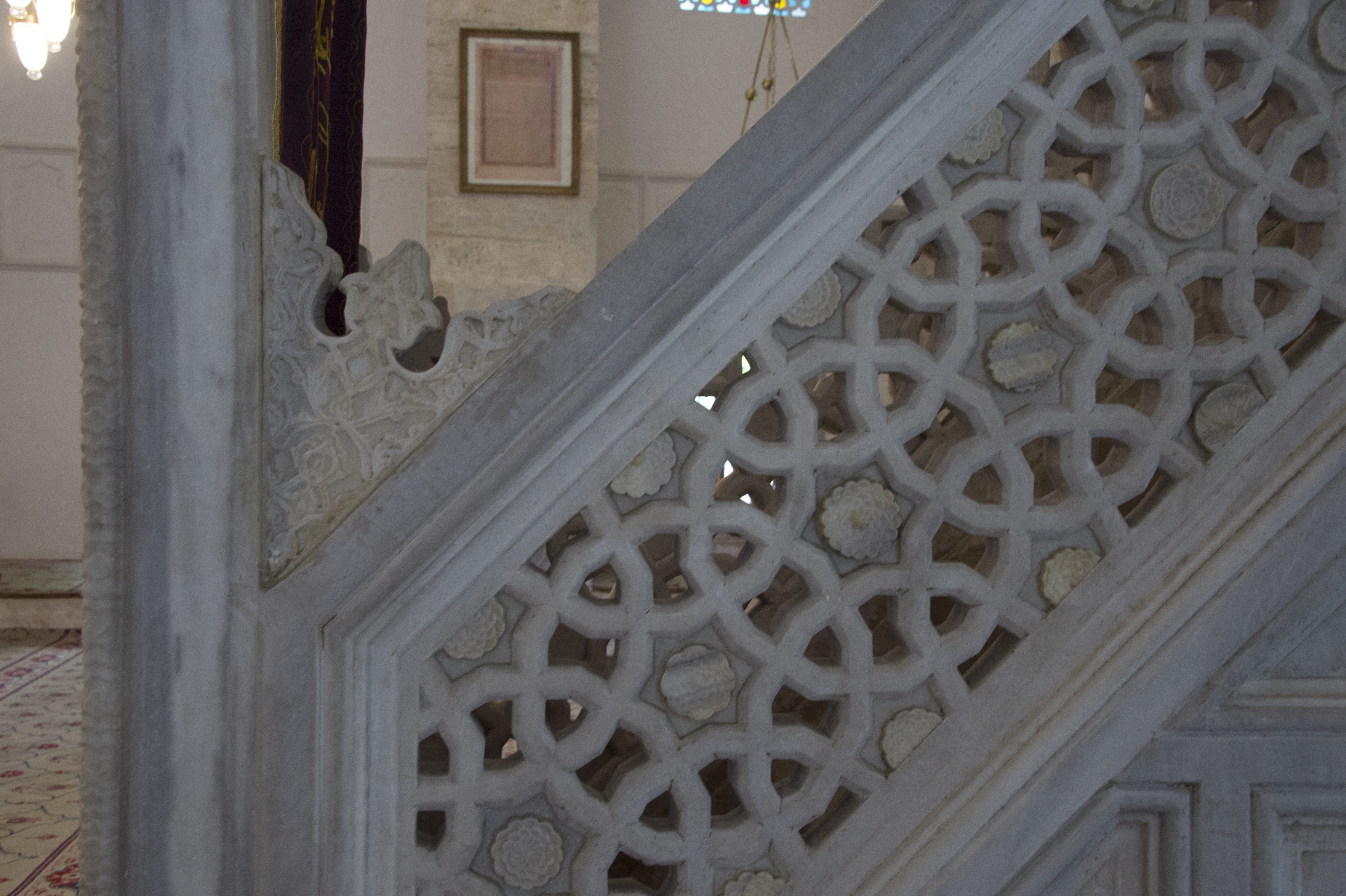
Боковая часть минбара
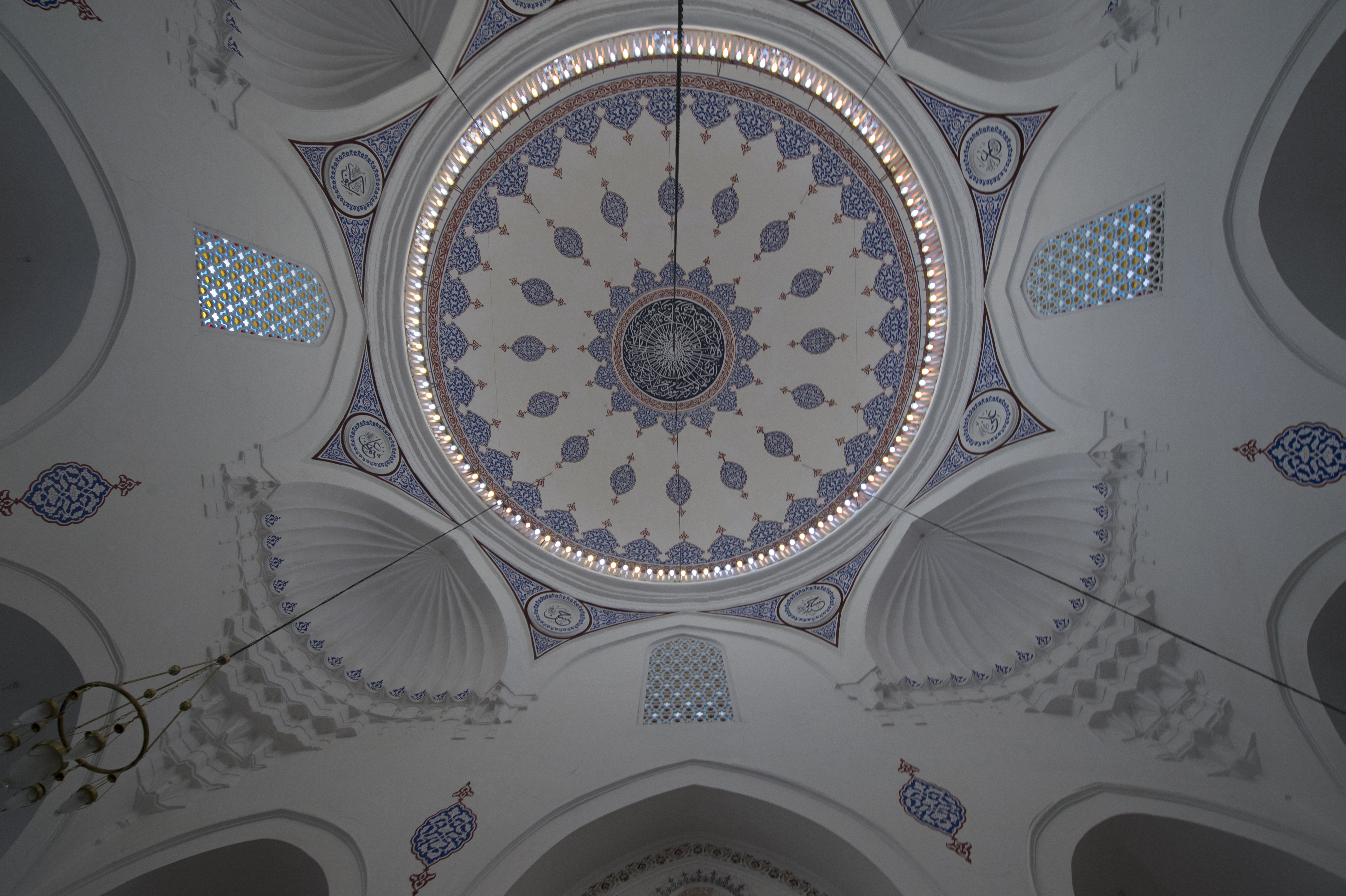
Внутренняя часть куполов
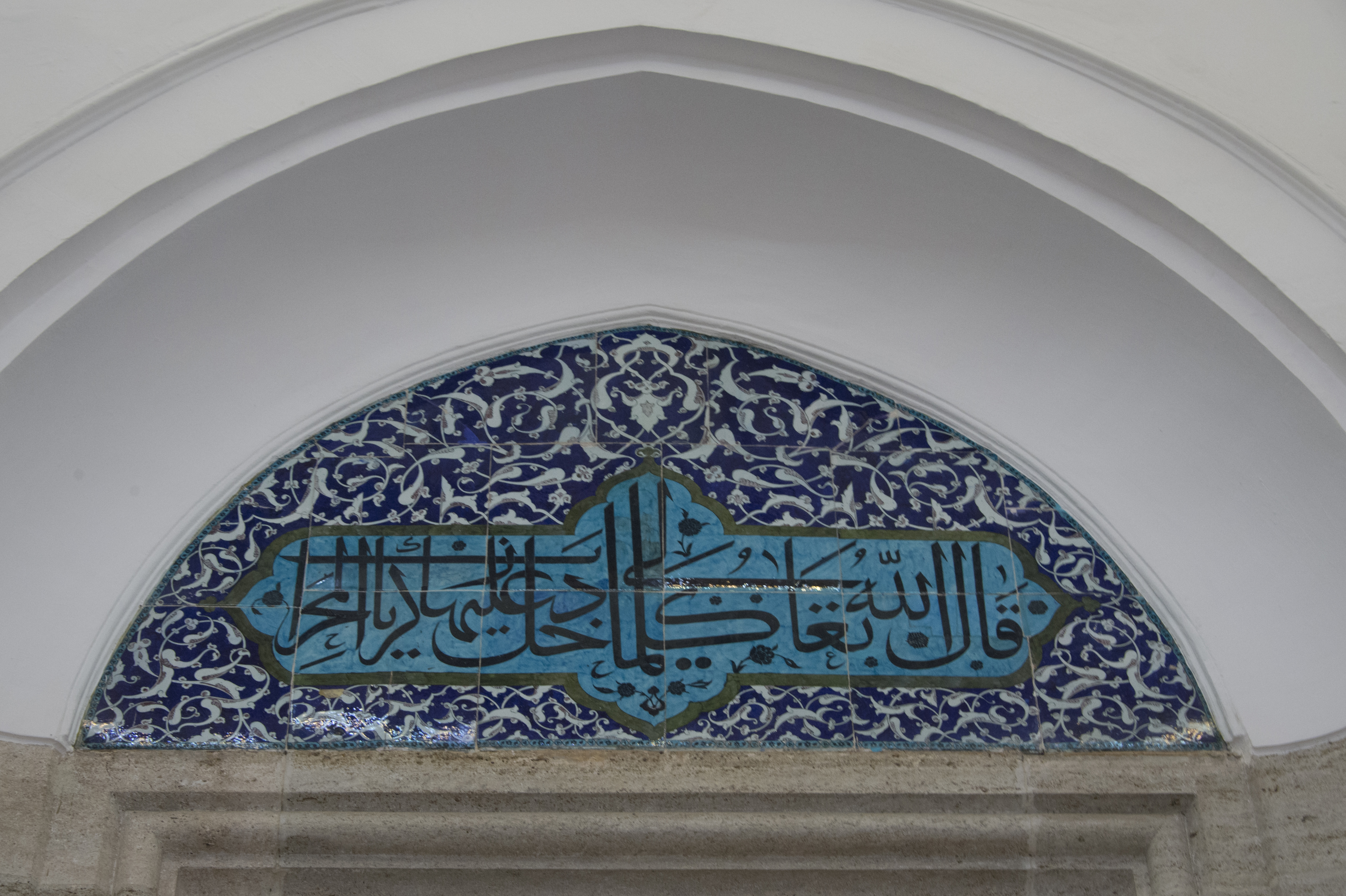
Каллиграфическая надпись над окном
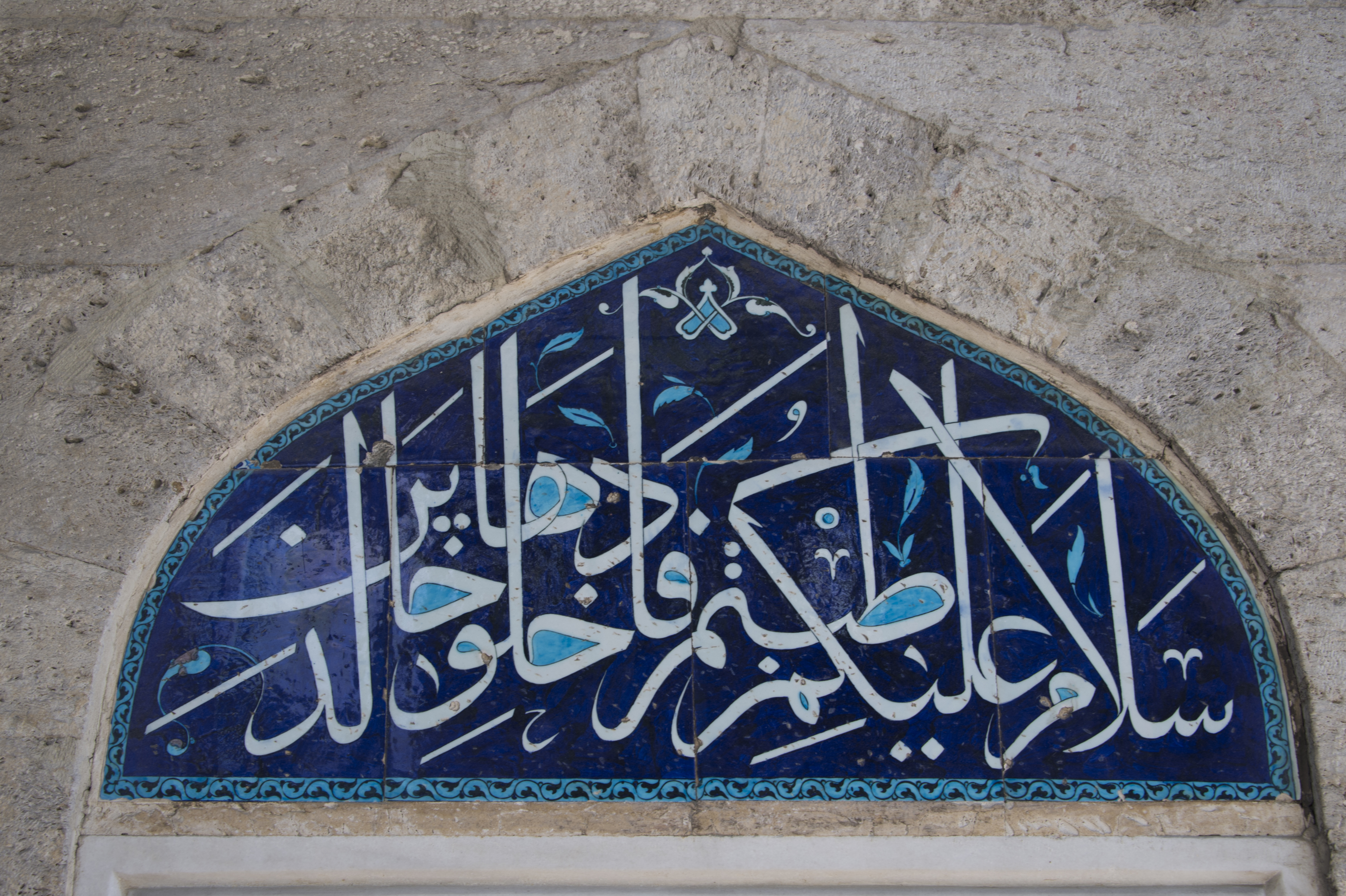
Каллиграфическая надпись над окном
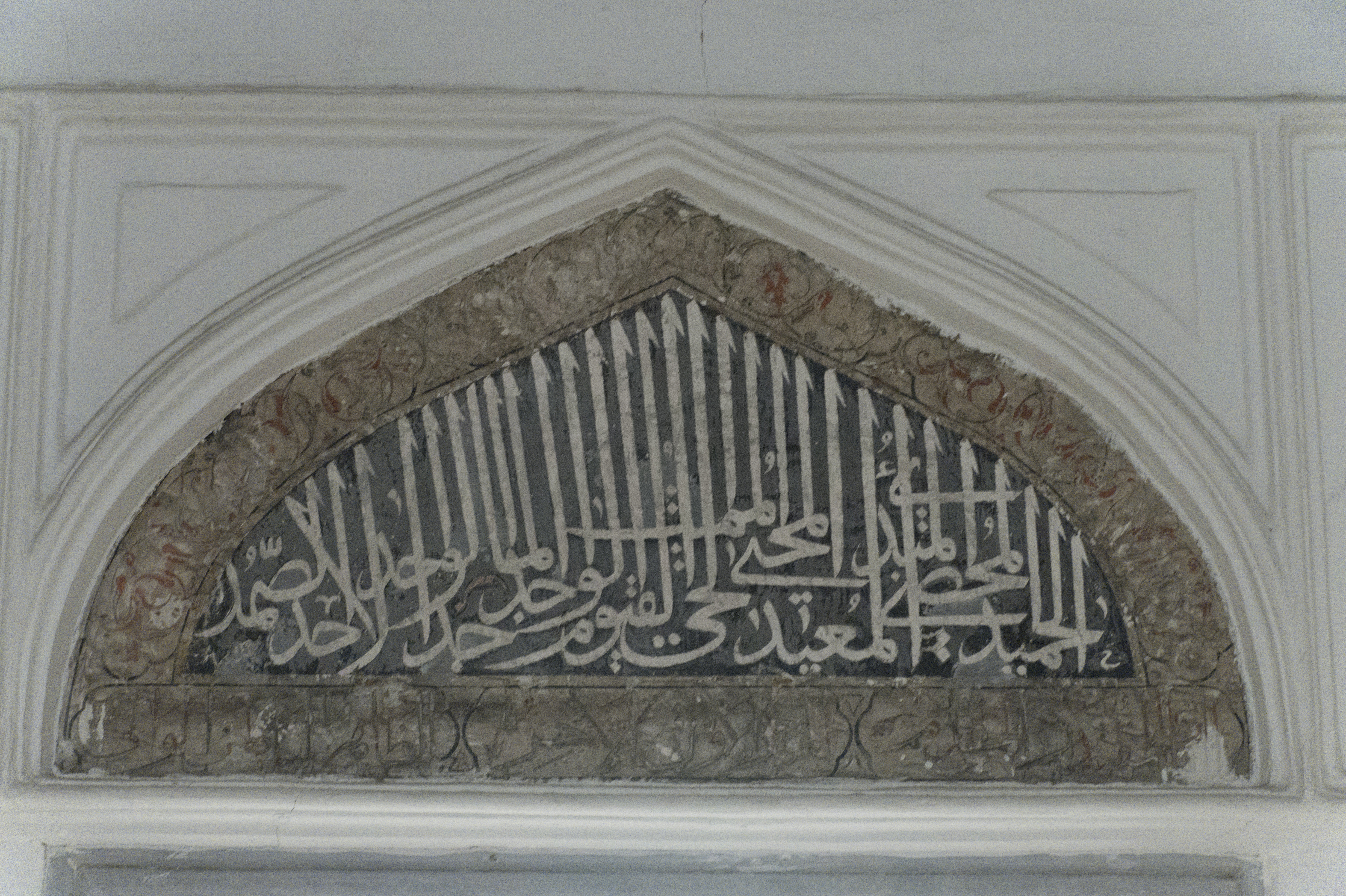
Каллиграфическая надпись над окном